# خلیج سوخومی
خلیج سوخومی (به لاتین: Sukhumi Bay) یک خلیج کوچک در گرجستان است که در دریای سیاه و در نزدیکی شهر سوخومی واقع شده‌است.